# Sukasenang (Cijaku)
Sukasenang is een bestuurslaag in het regentschap Lebak van de provincie Banten, Indonesië. Sukasenang telt 1702 inwoners (volkstelling 2010).